# Mitzi Jonelle Tan
Mitzi Jonelle Tan (Filipinas) es una matemática y activista juvenil por la justicia climática de las Filipinas. Vive en Metro Manila, Filipinas.

## Biografía
El activismo de Tan comenzó en 2017 después de reunirse con dirigentes indígenas en su país. Esto hizo que se diese cuenta de que la acción colectiva y el cambio de sistema son necesarios para crear una sociedad más justa y verde.
En 2019, Mitzi Jonelle Tan cofundó Youth Advocates for Climate Action Philippines (YACAP), y los Fridays For Future (FFF) de Filipinas, después de las manifestaciones climáticas en todo el mundo.
Tan es la coordinadora principal, y portavoz internacional de YACAP. Tan también es activista y portavoz de Fridays For Future en las Filipinas. Lideró huelgas de acción climática en la Universidad de las Filipinas.
Tan formó parte de la iniciativa para realizar huelgas escolares por el clima en línea en el inicio de la pandemia de la Covid-19.
En septiembre de 2020 Tan formó parte de un movimiento para volver a las protestas climáticas 'seguras'.
A finales de 2020 Tan fue una de las voluntarias que organizó Mock COP26, que contó con delegados de 140 países. También dio una charla en Mock COP26 sobre como ser una activista que vive donde el activismo es equiparado con el terrorismo. Al hablar del Mock COP26 a The Guardian, Tan dijo que "Están asegurándose de que las voces de las áreas más afectadas se amplifiquen, y se aseguran de que tengamos un espacio y que no estamos sólo tokenizados."
Tan fue una de las activistas que participó en la campaña Fridays For Future 'Pass the Mic', también la finales de 2020, para pedir que Attenborough pase su cuenta de Instagram a los defensores de la juventud, particularmente del Sur Global.
En noviembre de 2020 Tan respaldó la serie de conciertos internacionales Climate Live que se celebrarán en 2021.
Tan inspiró a otros, como la activista juvenil indonesia Salsabila Khairunnisa.
Tan junto con otros cuatro activistas de los países MAPA (Most Afected Peoples and Areas, en castellano Pueblos y Áreas Más Afectadas), Eyal Weintraub de Argentina, Disha A Ravi de la India, Kevin Mtai de Kenia, y Laura Verónica Muñoz de Colombia, junto con Greta Thunberg, anunciaron una nueva ola de huelgas climáticas. Al anunciar las huelgas climáticas, Tan pidió "objetivos anuales vinculantes de carbono y recortes inmediatos de las emisiones en todos los sectores de nuestra economía." También dijo: "Si no actuamos ahora, no tendremos la oportunidad de conseguir esos objetivos para 2030 y 2050 de los que los dirigentes mundiales siguen hablando."
La organización de Tan entró en acción después de los huracanes consecutivos del 2020 para ayudar a las comunidades más afectadas, incluso alimentando a los hambrientos y hablando con ellos sobre los problemas a los que se enfrentaban.